# Cindy Kiro
Dame Cynthia Alcyion Kiro (Whangarei, 1958) es una académica y trabajadora social neozelandesa. Actualmente es la gobernadora general de Nueva Zelanda desde el 21 de octubre de 2021, sucediendo a Patsy Reddy.
Previamente, fue directora ejecutiva de la Royal Society of New Zealand, así como Comisionada para la Infancia, directora de la Escuela de Salud Pública de la Universidad Massey, directora de Te Kura en la Universidad Victoria en Wellington y vicecanciller (maorí) de la Universidad de Auckland.

## Biografía
Kiro nació en Whangarei en 1958, siendo la mayor de seis hijos. Es de ascendencia maorí e inglesa, perteneciente a los iwi Ngā Puhi, Ngāti Kahu y Ngāti Hine.
Creció en la parte sur de Auckland y asistió a la escuela secundaria Rutherford High School. Cuenta con un bachiller universitario en letras en ciencias sociales y una maestría en Administración de Empresas por parte de la Universidad de Auckland, y en 2001 obtuvo un Ph. D. en política social por la Universidad Massey.

## Trayectoria política
Entre 1995 y 2000, Kiro trabajó en la Universidad Massey como profesora titular de política social. Fue nombrada como comisionada para la Infancia en 2003, cargo que ocupó hasta 2009. Mientras estuvo en el cargo, estableció el Grupo de Trabajo para la Acción sobre la Violencia Familiar, y apoyó la derogación de la Sección 59 de la Ley de Delitos, que proporciona una justificación legal para el uso de la fuerza contra los niños.
Regresó a trabajar en la Universidad Massey como profesora asociada y dirigiendo la Escuela de Salud Pública de dicha institución. En abril de 2013, Kiro asumió el cargo de directora de Te Kura Māori de la Facultad de Educación de la Universidad Victoria en Wellington. Se desempeñó como vicecanciller (maorí) en la Universidad de Auckland.
En octubre de 2020, Kiro fue designada como directora ejecutiva de la Royal Society of New Zealand, cargo que asumió el 1 de marzo de 2021.
El 24 de mayo de 2021, la primera ministra Jacinda Ardern anunció que Kiro sería la próxima gobernadora general de Nueva Zelanda a partir del 21 de octubre de 2021. El mandato de cinco años de la actual gobernadora general finalizará el 6 de septiembre de 2026. Se convirtió en la primera mujer maorí en ocupar el puesto.